# Крістін Скаслієн
Крістін Муен Скаслієн (норв. Kristin Moen Skaslien) — норвезька керлінгістка, олімпійська медалістка, призерка чемпіонатів світу та Європи.

## Кар'єра
Бронзову олімпійську медаль Скаслієн виборола разом із Магнусом Недреготтеном на Пхьончханській олімпіаді 2018 року в турнірі змішаних пар. Власне, норвезька пара програла матч за третє місце російській, але отримала бронзові медалі після дискваліфікації Олександра Крушельницького за провалений тест на мельдоній.